# Louise Tourret
 (décembre 2014).
Louise Tourret est une journaliste, productrice de radio et écrivaine française, spécialiste des questions d'éducation.

## Biographie

### Carrière professionnelle
Louise Tourret collabore notamment à France Culture, où, après avoir été de 2007 à 2009 productrice adjointe des Matins auprès d'Ali Baddou, elle produit et présente depuis 2009 l'émission Rue des Écoles,, diffusée d'abord le mercredi ou le samedi et depuis septembre 2015 le dimanche de 17 à 18 h, devenue en 2019 Être et savoir (d), diffusée le lundi soir. Elle a également animé sur la même chaîne en 2010-2011, aux côtés de Brice Couturier, l'émission Du grain à moudre, du lundi au jeudi de 18 h 20 à 19 h. Parmi les autres émissions auxquelles elle a participé[précision nécessaire], on peut relever : Questions d'époque, avec Florian Delorme, Zone de libre échange avec Joseph Confavreux, Xavier de La Porte et Matthieu Garrigou-Lagrange.
En avril 2014, elle anime en Sorbonne (dont elle dit en introduction qu'elle y a achevé ses études après une scolarité commencée dans une future ZEP) une table ronde à l'occasion de la première journée nationale de travail et d'échanges des professionnels des 102 réseaux d'éducation prioritaire REP+ sur la refondation de l'éducation prioritaire : « Six priorités pour les réseaux d'éducation prioritaire ».
Elle écrit dans l'édition française du magazine en ligne Slate, notamment sur les questions d'éducation et sur le féminisme et la place des femmes dans la société.
À la télévision, elle a travaillé en 2011-2012 pour Canal+ comme rédactrice en chef adjointe de La Nouvelle Édition.
Louise Tourret adhère à l'association des journalistes éducation-recherche (d) (Ajéduc), dont elle est membre du Bureau de 2012 à 2015.

## Publications
- avec Marie-Caroline Missir (d), Mères, libérez-vous ![8], Plon, 2014  (ISBN 978-2-259-22244-0)
- avec Guillemette Faure, Pourquoi les enfants de profs réussissent mieux[9], Les Arènes, 2019  (ISBN 978-2-7112-0148-8)
- En finir avec les idées fausses sur l’École[10], éditions de l'Atelier, 2024  (ISBN 978-2-7082-5435-0).